# Amerigoniscus proximus
Amerigoniscus proximus là một loài chân đều trong họ Trichoniscidae. Loài này được Vandel miêu tả khoa học năm 1977.